# اللغويات الاجتماعية المرتبطة بلغات الإشارة
اللغويات الاجتماعية للغات الإشارة هو تطبيق المبادئ اللغوية الاجتماعية على دراسة لغات الإشارة. لم تبدأ دراسة علم اللغة الاجتماعي في مجتمع الصم الأمريكيين حتى الستينيات. حتى هذا الوقت، كانت دراسة لغة الإشارة وعلم اللغة الاجتماعي موجودين في مجالين منفصلين. ومع ذلك، من الواضح الآن أن الكثير من الجوانب الاجتماعية اللغوية لا تعتمد على الطريقة وأن الفحص المشترك للغويات الاجتماعية ولغة الإشارة يوفر فرصًا عديدة لاختبار وفهم وادراك النظريات الاجتماعية اللغوية.تهتم اللغويات الاجتماعية للغات الإشارة بشكل خاص على دراسة العلاقة بين المتغيرات الاجتماعية والمتغيرات اللغوية وتأثيرها على لغات الإشارة. تضم المتغيرات الاجتماعية الخارجية عددا من العوامل مثل اللغة والعمر والمنطقة والطبقة الاجتماعية والعرق والجنس. تعتبر العوامل الخارجية اجتماعية بطبيعتها وقد ترتبط بسلوك المتغير اللغوي.  الخيارات التي يتم تطبيقها للأشكال اللغوية الداخلية مرتبطة بشكل منهجي بمجموعة من العوامل على المستويين اللغوي والاجتماعي. تعتبر المتغيرات الداخلية لغوية بطبيعتها مثل: الصوت، والشكل اليدوي، والبنية النحوية. ما يجعل علم اللغويات الاجتماعي للغة الإشارة مختلفًا بعض الشيء عن علم اللغة الاجتماعي للغات المنطوقة هو أن لغات الإشارة تملك العديد من المتغيرات الداخلية والخارجية للغة التي ينفرد بها مجتمع الصم.  تشمل هذه المتغيرات الحالة السمعية لوالدي المصاب، وسن اكتساب اللغة عند الاطفال الصم، والخلفية التعليمية (اكتساب اللغة داخل منزل أو مدارس إقامة).  هنالك العديد من التصورات للوضع الاجتماعي والاقتصادي وتنوع الأشخاص الصم «الشعبيين» والمهنيين الصم من الطبقة الوسطى، ومع ذلك فان هذا لم يتم دراسته بشكل وافٍ.  «الواقع الاجتماعي اللغوي لهذه التصورات لم يتم استكشافها بعد».  العديد من الاختلافات في اللهجات تتوافق أو تعكس هوية المجتمع.

## الاختلافات في لغات الإشارة

### الاختلاف بين الجنسين
في مجتمع الصم الأيرلندي، هناك الكثير من العناصر المعجمية الأساسية غير مفهومة بين كل من الرجال والنساء. تختلف المفردات والمصطلحات المستخدمة من قبل الرجال والنساء إلى حد أنها أثرت على التواصل بينهم. كان سبب الاختلاف هو إنشاء مدرستين منفصلتين حسب الجنس مخصصة لصم.  في مثل هذه الحالات، يكون الاختلاف الاجتماعي اللغوي ناتجًا عن العزلة والتمييز كما هو مطبق من قبل المؤسسات التعليمية. كان لهذه الفروق بين الجنسين تأثير على السلوك من حيث أنها عملت على إدامة الصور والعلاقات بين الجنسين.  الوسائل أو الطرق التي تحدث بها التنشئة الاجتماعية للغة المؤسسية في أيرلندا كانت وما زالت تتغير بشكل كبير خلال السنوات الخمسين الماضية.  وهذا بدوره يغير الطريقة الي يتم بها استخدام لغة الإشارة الأيرلندية وتطويرها.

### الأصل العرقي
في لغة الإشارة الأمريكية السوداء (Black ASL)، هناك تباين لغوي يساعد في تعريف الأفراد كأعضاء في كل من مجتمع السود ومجتمع الصم. ومع ذلك، تنشأ القضايا من الانغماس المزدوج الموجود في المجتمعين.  سيعرف المتحدثون، اعتمادا على خلفيتهم اللغوية، أنفسهم بشكل أقوى إما عن طريق العرق أو الصم. الهوية الأساسية لمجتمع الصم الأسود هي في الاساس مجتمع السود، ولكن أولئك الذين ولدوا صماً في أسر صماء يتعاطفون أيضًا مع مجتمع الصم.  من المهم الانتباه إلى أن مجتمع الصم السود يختلف عن مجتمعات السود والصم. ASL الأسود كمتغير اجتماعي لغوي لـ ASL هو أسود أيضا بشكل واضح.  يقوم الاشخاص الذين يستخدمون Black ASL بتبديل الشفرة الخاصة بهم إلى ASL العادية عند التحدث مع أشخاص من خارج مجتمع Black.  يعتبر هذا الاختلاف في Sociolinguistic تحديدا هو ما يميز مجتمع الصم الأسود.

### الاختلافات مدفوعة بجهات الاتصال
يواجه الأطفال الذين يذهبون إلى المدارس السمعية الضرورة إلى تعلم القراءة والكتابة باللغة المحكية. تمامًا مثل المواقف التي تنطوي على لغات منطوقة لها سيطرة أكبر على اللغات الأخرى، يعيش الصم في مجتمعات يهيمن عليها في كل جانب سماع الناس وقيمهم. معظم الصم يكونو ثنائيو اللغة إلى حد ما في اللغة المنطوقة، ولكن لا يعتبر الاشخاص العاديين ثنائيي اللغة في لغات الإشارة. ومع ذلك، في مارثا فينيارد كانت هناك درجة أكبر من الصمم مقارنة بالمتوسط الوطني؛ كان 1 من كل 155 شخصًا أصماً. عمل ذلك على تشجيع الناس لتعلم لغة الإشارة من أجل التواصل مع المزيد من الناس في المجتمع. في مجتمع مارثا فينيارد، كان الكثير يودون سماع الناس، يستخدمون لغة إشارة تُعرف باسم لغة إشارة مارثا فينيارد بسبب عدد الأشخاص الصم في المجتمعات. ويشكل العدد الكبير من الصم في هذا المجتمع حالة يكون فيها الصم أفراداً داخل المجتمع المحلي بأكمله وليسوا بشكل واضح جزءاً من مجموعة عرقية الاصل للصم. سمح مدى ثنائية اللغة في ASL واللغة الإنجليزية المنطوقة بتبديل الكود من التحدث إلى التوقيع عندما يكون في مجموعة يكون غالبية الناس فيها من الصم.

## التواصل باللهجة المؤدية إلى توحيد المعايير
أدى ظهور مقاطع الفيديو إلى تسهيل تواصل الصم مع بعضهم البعض في جميع أنحاء البلاد. تسمح الفيديوهات لأفراد مجتمع الصم بالتفاعل بسهولة أكبر مع بعضهم البعض والتفاعل مع الأشخاص خارج مجتمع الصم بمساعدة المترجمين الفوريين. يتعين على المترجمين الشفويين الخضوع لبرامج تدريبية وبالتالي يتعلمون شكلاً موحدًا من ASL. هذا على عكس الصول العامية لأفراد مجتمع الصم الذين لم يلتحقوا بهذه المدارس الداخلية. تاريخياً، كانت المدارس الداخلية للصم من أشد المؤيدين لتوحيد ASL حيث كان الأطفال يذهبون إلى مدارس للصم ويتعلمون دروسًا بلغة ASL. ومع ذلك، كان هناك مؤخرا تحول لإرسال الأطفال الصم إلى المدارس السمعية حيث يتعلمون الإنجليزية الأمريكية القياسية وليس لديهم في الواقع تعليم رسمي بلغة الإشارة (ASL).  وبالتالي، يتعرض المترجمين الفوريين لمتغيرات أكثر توحيدا ومعيارية لـ ASL ، في حين أن أفراد مجتمع الصم هم أكثر عرضة لتعلم العلامات المنزلية والنسخة غير القياسية من ASL. لذلك يحاول المترجمون الفوريون دمج إشارات المستخدمون الصم في تفسيرهم، لكن هذا ليس ممكنًا دائمًا للقيام به. بالعودة إلى الاحصائيات، يبدو أن المترجمين الفوريين لديهم رغبة شديدة لدمج الإشارات في المحادثة التي كان ينظر اليها على انها غير ASL.  وهذا يؤدي إلى بعض التعرض إلى العلامات الموحدة من المترجم الشفوي أو الفوري إلى المتصلين الصم، ولكنه يؤدي أيضًا إلى تقليل استخدام العلامات الإقليمية من قبل المترجمين الفوريين، مما يساعد في توحيد ASL.

## الاتصال بين لغة الإشارة واللغة المنطوقة

### استراتيجيات تحديدالسياق
تُستخدم استراتيجيات الاتصال في اللغة مع كل من البالغين والأطفال في مواقف ذات الدرجات الشكلية المختلفة.هناك استراتيجيتان شائعتان هماالتوصيل والشرح والسلاسل. التسلسل هو تقنية لربط النصوص مثل علامة أو طباعة أو كلمة مكتوبة أو كلمة مكتوبة بالأصابع. من المهم الشرح من خلال الأمثلة للمترجمين الفوريين لفهمه وإتقانه من أجل إنتاج تفسيرات صوتية أقرب إلى العلامات الأصلية ويمكن فهمها من قبل مستخدمي ASL. غيّر كل من المكان والجمهور طريقة كلام المترجمين الفوريين. في المواقف غير الرسمية مع البالغين، تميل إلى استخدام تفسيرات موجزة، وفي البيئات الرسمية، تميل المصطلحات واللغة المناسبة إلى الاستخدام، والتسلسل غير شائع فيها، إن لم تكن غائبة تمامًا، في إعدادات البالغين. تعزى استراتيجيات الاتصال لدعم الفهم إلى اللغة الموجهة للأطفال (معظمها داخل الفصل الدراسي)، ولكنها تظهر أيضًا في اللغة الموجهة للبالغين عبر البيئات والدرجات الشكلية

### هجاء الأصابع
تتغير طريقة الكلام بناءً على الجمهور. يميل المتحدثون إلى تغيير نسب مختلف العناصر ASL ؛ تعتمد درجة تبديل الشيفرات على الجمهور. بالنسبة للأطفال، يتم استخدام هجاء الأصابع لمساعدتهم على فهم الموضوعات الجديدة. هجاء الأصابع هو في الاصل حدث إنجليزي.  هذا دليل إضافي يوضح كيفية تأثير اللغة المنطوقة على ASL. يؤثر الاتصال بلغات الإشارة واللغات المنطوقة على اكتساب لغة الإشارة وكذلك طريقة تعليم لغة الإشارة للأطفال. في دراسة بدأت فيها طفلة في الثانية من عمرها في تهجئة أصابعها، اخترعت الطفلة اسمًا لدميتها في عمر 30 شهرًا. تعرفت الطفلة على الأشكال المعجمية التي تم تهجئتها بالأصابع لكنها لم تفهم بالضرورة نفس الكلمات عندما تم تهجئتها فقط. يوضح هذا أن هجاء الأصابع هو عنصر مهم في اكتساب اللغة كجسر بين اللغات المنطوقة ولغات الإشارة. 